# ロスト・イン・北京
『ロスト・イン・北京』（ロスト・イン・ペキン、原題：苹果）は、2007年公開の中国映画。監督は李玉（リー・ユ－）。

## 概要
原題の「苹果（音読み: へいか または ひょうか、中国語読み: ピングゥォ）」とはリンゴの実のことで、范冰冰が演じる主人公の名前でもある。
第57回ベルリン国際映画祭コンペティション部門出品作品。中国国内では劇中の性愛描写をカットした修正版での公開が行われたが、電影局の審査を受けずに無修正版を海外の映画祭に出品したことやネットや海賊版ソフトで無修正版が出回り風紀を乱したこと等を理由に、国内での上映が途中で取消・禁止される事態に至った。
日本では2012年3月2日にDVDが発売された後、10月6日に「中国映画の全貌2012」で上映された。

## ストーリー
北京のマッサージ店で働く人妻ピングォ（ファン・ビンビン）は、ある日オーナーのリン・トン（レオン・カーフェイ）に襲われた現場を、夫アン・クン（トン・ダーウェイ）に目撃されてしまう。やがて彼女が妊娠すると、それをネタに慰謝料を取ろうとアン・クンはリン・トンをゆする。妻との間に子どもがいないリン・トンは、生まれた子どもが自分の子どもだとわかったら二人に報酬を払い、赤ん坊を引き取ると申し出るが……。

## キャスト
- 范冰冰（ファン・ビンビン）
- 佟大為（トン・ダーウェイ）
- 梁家輝（レオン・カーフェイ）
- 金燕玲（エレイン・ジン）

## スタッフ
- 監督：李玉（リー・ユー）